# Operação Chumbo Fundido
A Operação Chumbo Fundido (em hebraico:  מבצע עופרת יצוקה; trans.: Mivtza Oferet Yetsuká, "chumbo fundido", também chamada, incorretamente, de "Operação Chumbo Grosso") é uma grande ofensiva militar das Forças de Defesa de Israel, realizada na Faixa de Gaza, partir do dia 27 de dezembro de 2008, sexto dia da festa judaica de Hanucá. Todavia, na maior parte do mundo árabe, a ação israelense é referida como Massacre de Gaza (em árabe: مجزرة غزة).
O ataque israelense ocorreu dias após o fim de um cessar-fogo, que vigorou por seis meses, conforme havia sido acordado entre o governo de Israel e representantes do Hamas, partido majoritário no Conselho Legislativo da Palestina e que controla a Faixa de Gaza. Como Israel não suspendeu o bloqueio à Faixa de Gaza e não cessou os ataques ao território palestino, militantes do Hamas anunciaram o encerramento oficial da trégua e passaram a lançar foguetes caseiros, tipo Qassam, em direção ao sul do território israelense. Dias depois do anúncio do fim do cessar-fogo, o próprio grupo palestino ofereceu uma proposta para renovar a trégua, condicionando-a ao fim do bloqueio israelense ao território palestino. Todavia, já em 27 de dezembro de 2008, as Forças de Defesa de Israel iniciaram a sua mais intensa operação militar contra um território palestino desde a Guerra dos Seis Dias (1967). Oficialmente, o objetivo da operação era interromper os ataques de foguetes do Hamas contra o território israelense.
No primeiro dia da ofensiva militar, a força aérea israelense lançou, em um intervalo de quatro minutos, mais de cem bombas contra bases, escritórios e campos de treinamento do Hamas nas principais cidades da Faixa de Gaza, entre as quais Cidade de Gaza, Beit Hanoun, Khan Younis e Rafah. Também foram alvos de ataques a infraestrutura civil, incluindo casas, escolas e mesquitas; Israel disse que destes locais são disparados muitos dos foguetes palestinos ou servem para esconder munição, e portanto não seriam alvos civis. A marinha israelense também reforçou o bloqueio e bombardeou alvos na Faixa de Gaza, o que resultou em um incidente com o barco de uma organização pacifista, que trazia ajuda médica para a população de Gaza. Militantes do Hamas intensificaram os ataques de foguetes e morteiros em direção ao sul de Israel, atingindo cidades como Bersebá e Asdode.
Na noite de 3 de janeiro de 2009, começou a ofensiva por terra, com tropas e tanques israelenses entrando no território palestino. Em 17 de janeiro, o primeiro-ministro israelense Ehud Olmert anunciou uma trégua unilateral, a vigorar a partir da madrugada do dia seguinte. O Hamas também anunciou um cessar-fogo imediato na Faixa de Gaza. O representante do grupo, Ayman Taha, afirmou que a trégua valeria por uma semana, para que os israelenses pudessem retirar suas tropas da região. O Exército de Israel declarou que retiraria suas tropas da Faixa de Gaza até a posse de Barack Obama na presidência dos Estados Unidos, no dia 20 de janeiro.
Em 21 de janeiro, Israel completou a retirada de suas tropas da Faixa de Gaza. Em 1.º de junho uma comissão do Conselho de Direitos Humanos da ONU, chefiada pelo juiz sul-africano Richard Goldstone, chegou à Faixa de Gaza, para investigar possíveis violações dos direitos humanos durante a ofensiva israelense. Em 15 de setembro de 2009, a comissão apresentou seu relatório, concluindo que Israel "cometeu crimes de guerra e, possivelmente, contra a humanidade", e que "o plano visava, pelo menos em parte, a população de Gaza como um todo". O mesmo relatório reconheceu que o lançamento de foguetes pelos insurgentes palestinos também configura crime de guerra. Segundo a ONG israelense de direitos humanos B'Tselem, a Operação Chumbo Fundido resultou na morte de 1 387 palestinos, mais da metade deles civis. 773 deles não participaram nos combates, incluindo 320 jovens ou crianças (252 com menos de 16 anos) e 111 mulheres. Do lado de Israel, houve 13 mortos, sendo três deles por "fogo amigo".

## Antecedentes

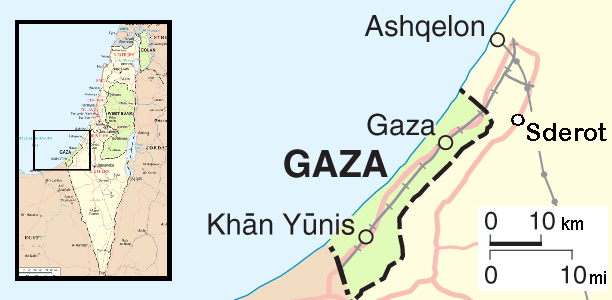
Mapa da Faixa de Gaza e de parte do sul de Israel.

‏Israel e Hamas mantêm entre si relações tensas, principalmente desde que o Hamas venceu o Fatah nas eleições da Palestina. O governo israelense - assim como os dos Estados Unidos, da União Europeia, do Canadá e do Japão - considera o Hamas um grupo terrorista. Já para muitos palestinos, entretanto, trata-se de uma organização beneficente que presta ajuda e assistência. Abreviatura de Movimento de Resistência Islâmica, o Hamas participou nas eleições para o Parlamento Palestino, em 2006. A legislação eleitoral palestina, elaborada por Israel, exige dos partidos políticos, participantes do pleito, o reconhecimento de todos os acordos entre a Autoridade Nacional Palestina e Israel. O Hamas ofereceu uma trégua de dez anos em troca da retirada de Israel para as fronteiras anteriores à Guerra dos Seis Dias ocorrida em 1967, o que Israel refutou. Em abril de 2008, o ex-presidente norte-americano Jimmy Carter chegou a declarar que o Hamas estaria disposto a aceitar a existência do Estado de Israel desde que dentro das fronteiras existentes antes da Guerra dos Seis Dias, quando os israelenses anexaram Jerusalém Oriental, Faixa de Gaza, Cisjordânia e Colinas do Golã, e que um acordo nesse sentido fosse aprovado pelos palestinos. Mas o líder político do Hamas, Khaled Meshaal, desmentiu Carter.

### A Trégua de 2008

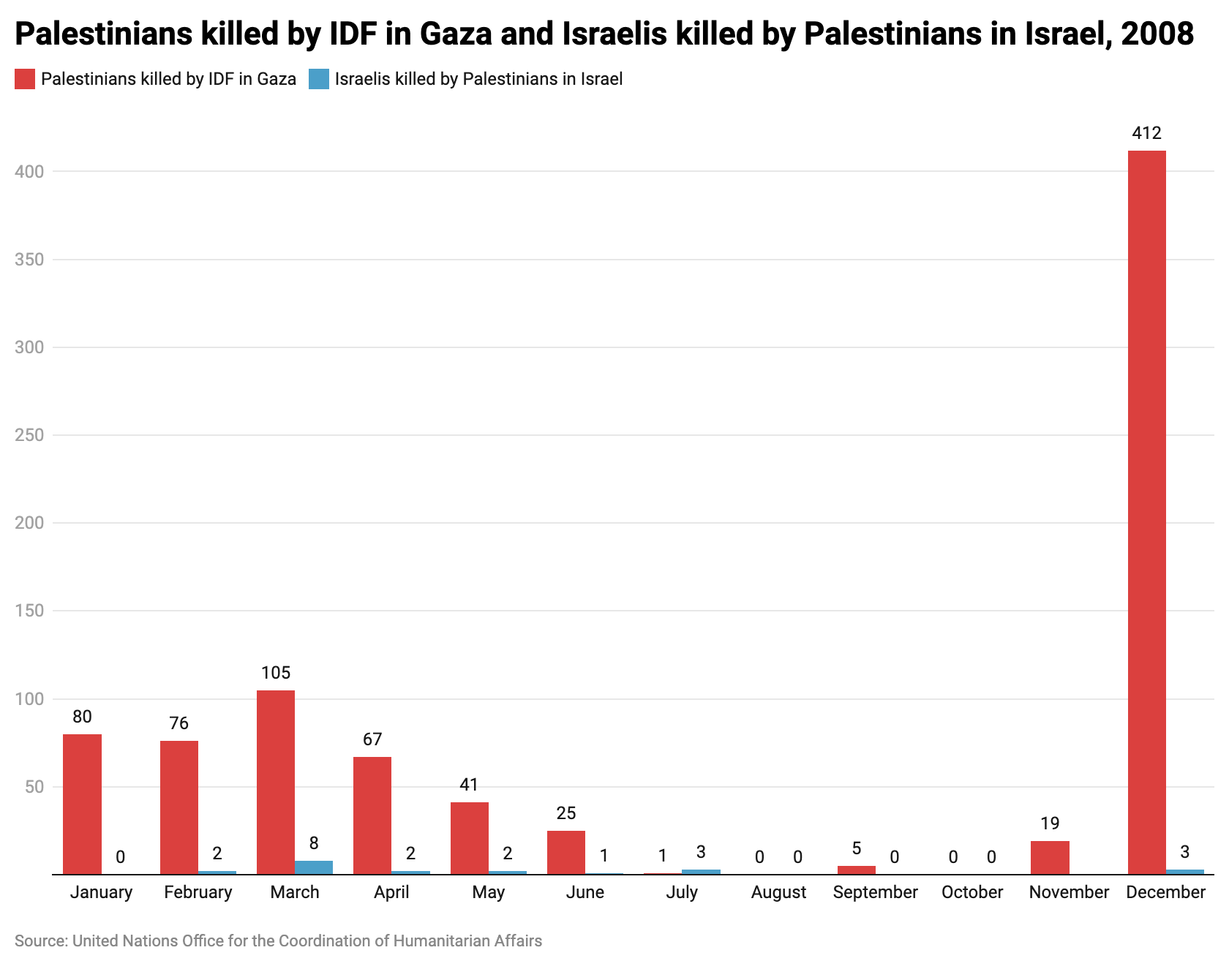
Número de mortos em Israel e na Faixa de Gaza em 2008.

Em junho de 2008, representantes do Hamas e do governo israelense chegaram a um acordo de cessar-fogo na região, mediado pelo Egito, com duração de seis meses, e que expirou no dia 19 de dezembro. O grupo palestino decidiu não renová-lo, por entender que Israel não havia cumprido o compromisso de suspender o bloqueio imposto à Faixa de Gaza.
Mesmo depois de 2005, quando realizou a remoção dos 8 mil colonos dos assentamentos judaicos da Faixa de Gaza, Israel continuava a controlar o espaço aéreo da Faixa, seu mar territorial e todos as passagens de fronteira. Era o início do bloqueio israelense (com apoio egípcio) ao território palestino, que tem impedido a entrada de alimentos, combustíveis, água e medicamentos, além de dificultar enormemente o comércio em Gaza além das fronteiras, bem como o acesso dos palestinos aos seus locais de trabalho. Da mesma forma, o boicote econômico do Ocidente está sufocando a economia local. Segundo dados oficiais palestinos, mais da metade dos habitantes da Faixa de Gaza vive abaixo da linha da pobreza, e pelo menos 45% da população ativa está desempregada. Cerca de 1,5 milhão de pessoas moram em Gaza. Mais da metade dessa população constitui-se de refugiados das guerras com Israel. A maioria dos moradores vive com menos de US$ 2 ao dia. O território tem uma das maiores densidades populacionais e das mais altas taxas de crescimento demográfico do mundo.
Em 4 de novembro de 2008, Israel violou a trégua com o Hamas, ao realizar, na Faixa de Gaza, uma incursão contra militantes do grupo palestino, matando seis milicianos e deixando outros três feridos. No dia seguinte, os militantes do Hamas responderam, lançando mais de 20 foguetes contra o sul de Israel. No dia 14 de novembro, as forças israelenses realizaram novos disparos contra alvos do Hamas.

### Fim do cessar-fogo

Número de foguetes Qassam disparados a partir de Gaza contra Israel de 2002 a 2007.

O jornal israelense Haaretz afirmou que, de acordo com fontes do Ministério da Defesa de Israel, a Operação Chumbo Fundido foi planejada por Israel antes mesmo de começarem as negociações para a assinatura do cessar-fogo com o Hamas, em junho de 2008, e que o ataque surpresa tinha o objetivo de causar o maior número possível de vítimas. Ainda segundo o mesmo artigo do diário israelense, o ataque aéreo aconteceu com o conhecimento prévio do Egito, o maior país do mundo árabe, durante a visita de ministra das relações exteriores israelense, Tzipi Livni, nas primeiras semanas de dezembro de 2008.
Com o final do cessar-fogo, segundo o jornal El País, mais de 200 foguetes caseiros do tipo Qassam foram lançados por militantes palestinos contra o sul do território israelense, sem causar mortes, o que serviu de pretexto para os líderes israelenses darem o sinal verde para o início da ofensiva, segundo o jornal Haaretz.
No dia 23 de dezembro, o Hamas havia dito estar aberto à trégua, desde que o bloqueio à Faixa de Gaza fosse suspenso. Em 26 de dezembro, o governo de Israel autorizou temporariamente a entrada de suprimentos em Gaza, que vive uma grave crise humanitária pois Israel vinha bloqueando o acesso ao território palestino há 18 meses.

### Planejamento da Operação

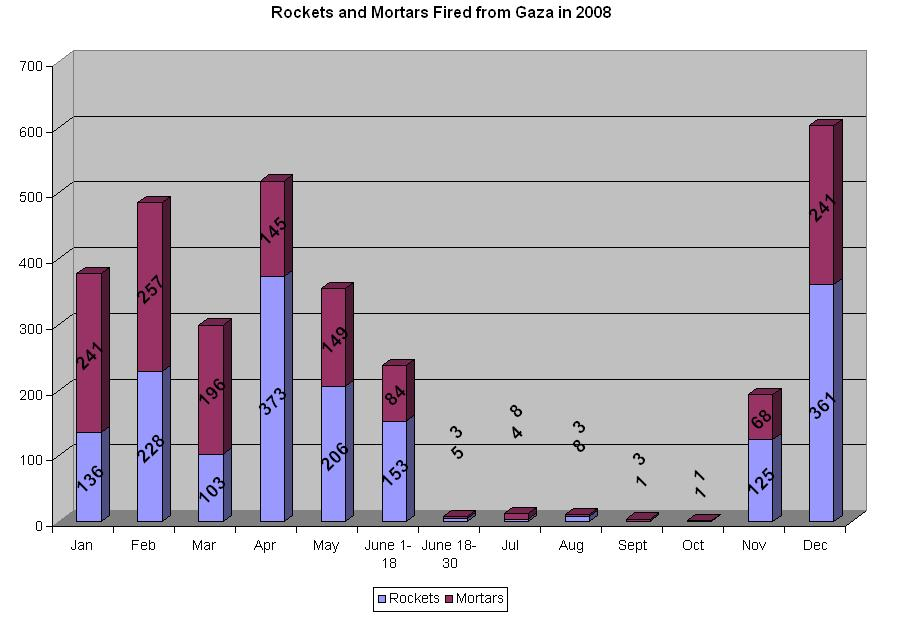
Número de foguetes e morteiros lançados contra Israel a partir de Gaza.

Um artigo do jornal israelense Haaretz, de 31 de dezembro, revela que, embora a Operação Chumbo Fundido tenha pegado o Hamas de surpresa - o que aumentou em muito o número de vítimas -, a inciativa já estava sendo planejada seis meses antes, enquanto ainda se falava em renovar o acordo de cessar-fogo. O Estado-Maior israelense também já preparava uma campanha de desinformação, visando conquistar o apoio da opinião pública.
Esses seis meses foram usados pelos serviços de inteligência de Israel para mapear toda a infraestrutura de segurança do Hamas (bases permanentes, arsenais, campos de treinamento, residências dos líderes etc.) e de outras organizações de militantes que atuam na Faixa. O plano de ação ficou no papel até novembro, quando as forças israelenses realizaram uma incursão em Gaza, ainda durante a Tahdiyeh ("calma"), para destruir um túnel que, segundo o exército, serviria para facilitar um ataque palestino às tropas de Israel. Em 19 de novembro, foguetes Qassam  e morteiros explodiram no solo de Israel. A tensão cresceu. Nesse momento, o plano foi submetido à aprovação final de Ehud Barak. Em 18 de dezembro, o Primeiro-Ministro Ehud Olmert e o ministro da Defesa se reuniram no quartel-general do Tzahal, em Telavive e aprovaram a operação.
Oficialmente, a operação teria como objetivo responder aos ataques do Hamas contra cidades do sul de Israel. Em 2008, os militantes do Hamas lançaram mais de 1.700 foguetes e morteiros contra Israel - o dobro em relação aos anos anteriores. São, na maioria, foguetes Qassam, projéteis artesanais, fabricados em casas de Gaza e de pequeno alcance - cerca de 16 km em média. Esses foguetes podem ser destrutivos e letais quando encontram alguma coisa ou alguém à sua frente. Todavia, dada a precariedade do artefato - de pouca precisão e curto alcance - boa parte deles tem explodido no solo, causando sobretudo danos psicológicos à população israelense. Muitos acabam caindo sobre os próprios palestinos, depois de bater contra o muro de concreto que cerca a Faixa de Gaza. Segundo o Ministério de Relações Exteriores de Israel, desde a sua invenção em 2001 até fevereiro de 2008, os foguetes Qassam mataram 14 israelenses. Desde o fim do cessar-fogo entre Israel e Hamas, militantes palestinos também dispararam alguns foguetes iranianos e chineses de maior alcance.

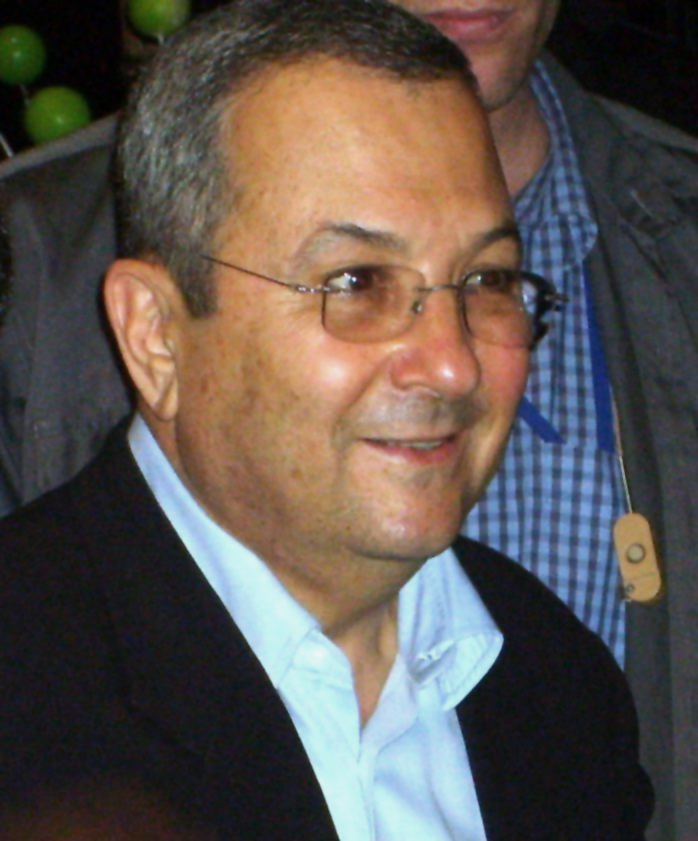
O Ministro da Defesa de Israel, Ehud Barak

Independentemente dos motivos alegados por Israel para o ataque, vários integrantes do governo israelense já vinham reafirmando o objetivo de enfraquecer o Hamas, que venceu as eleições legislativas palestinas de 2006 e controla a Faixa de Gaza desde 2007, quando expulsou o Fatah - grupo do presidente da Autoridade Nacional Palestina, Mahmoud Abbas, que controla a Cisjordânia - em meio a intensos conflitos entre as duas facções.
A proximidade das eleições israelenses - marcadas para 10 de fevereiro de 2009 - também não pode ser subestimada, como um dos fatores que influenciaram a decisão de lançar um ataque devastador contra os palestinos. A atual coalizão de governo, liderada pelo partido Kadima (da ministra de Relações Exteriores, Tzipi Livni), e pelo Partido Trabalhista (do ministro da Defesa Ehud Barak), vinha sendo ameaçada pela ascensão nas pesquisas do ex-premiê Benyamin Netanyahu, do Likud. Netanyahu e seus potenciais aliados da extrema direita pregavam uma reação dura contra os lançamentos de foguetes de Gaza. Livni afirmou que derrubaria o Hamas caso fosse eleita para o cargo de premiê, o mesmo discurso de Netanyahu, que desde o fim do cessar-fogo, pedia para que Israel reagisse com dureza frente aos ataques do Hamas. Finalmente, no terceiro dia da ofensiva contra o território palestino, o vice-primeiro-ministro israelense, Haim Ramon, também declarou que o objetivo da ação seria destituir o Hamas do poder.
Na decisão de atacar Gaza, também pesou, segundo os analistas, a necessidade de Israel buscar restabelecer seu poder de dissuasão, depois do fracasso israelense no conflito de 2006, com o grupo xiita libanês Hizbollah - apoiado pelo Irã, suposto inimigo de Israel. E, por fim, segundo os observadores, é preciso considerar a proximidade da posse de Barack Obama como novo presidente dos Estados Unidos. Obama vinha sendo instado a pressionar Israel a um acordo para a criação de um Estado Palestino em Gaza e na Cisjordânia. Ao atacar o Hamas, Israel pretenderia continuar impondo seu ritmo às negociações - que já se arrastam há 15 anos.

## Resultados da operação

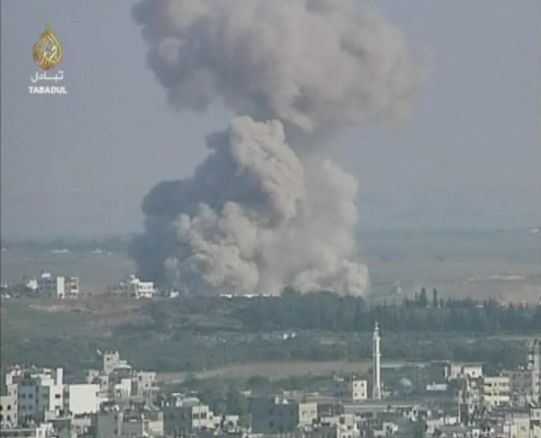
Explosão em Gaza, em 12 de janeiro de 2009, depois de um ataque israelense durante a "Operação Chumbo Fundido".

Quatro dias depois de anunciar o cessar-fogo unilateral e três semanas após o início da ofensiva contra o Hamas, Israel completou a retirada de suas tropas da Faixa de Gaza, no dia 21 de janeiro. O confronto deixou 1.314 mortos, mais da metade civis, e cerca de 5 mil feridos e mutilados no território palestino. No mesmo período, 13 israelenses morreram - quatro atingidos por foguetes lançados por militantes do Hamas contra o sul de Israel, sendo três civis e dez soldados mortos em ação. Israel afirmou ter matado mais de 500 ativistas do Hamas durante a ofensiva, enquanto o grupo palestino anunciou 48 baixas de militantes.
Na Operação Chumbo Fundido, Israel mobilizou mais de 620 mil soldados contra cerca de 20 mil combatentes do Hamas. A Força Aérea lançou bombas indiscriminadamente contra 1,5 milhão de habitantes de Gaza. Do total de baixas, organizações de direitos humanos estimam a morte de pelo menos 700 civis palestinos - a maioria mulheres e crianças. Além disso, 53 instalações das Nações Unidas e de organismos internacionais foram alvejadas pelo Tzahal, incluindo escolas e hospitais. Pelo menos um dos casos de ataque a escolas foi retificado posteriormente pela ONU.
No dia seguinte à retirada, o primeiro-ministro Ehud Olmert declarou ao jornal israelense Jerusalem Post: "Neste confronto, todos nós perdemos". Em tom menos conciliatório, o líder do Comitê de Relações Exteriores e Defesa da Knesset, Tzachi Hanegbi, falando à Rádio do Exército durante o retorno das tropas, ameaçou: "Se os disparos forem retomados, vamos responder com tanta força e superioridade que eles vão sentir saudade do dia em que a ofensiva da Força Aérea de Israel começou".

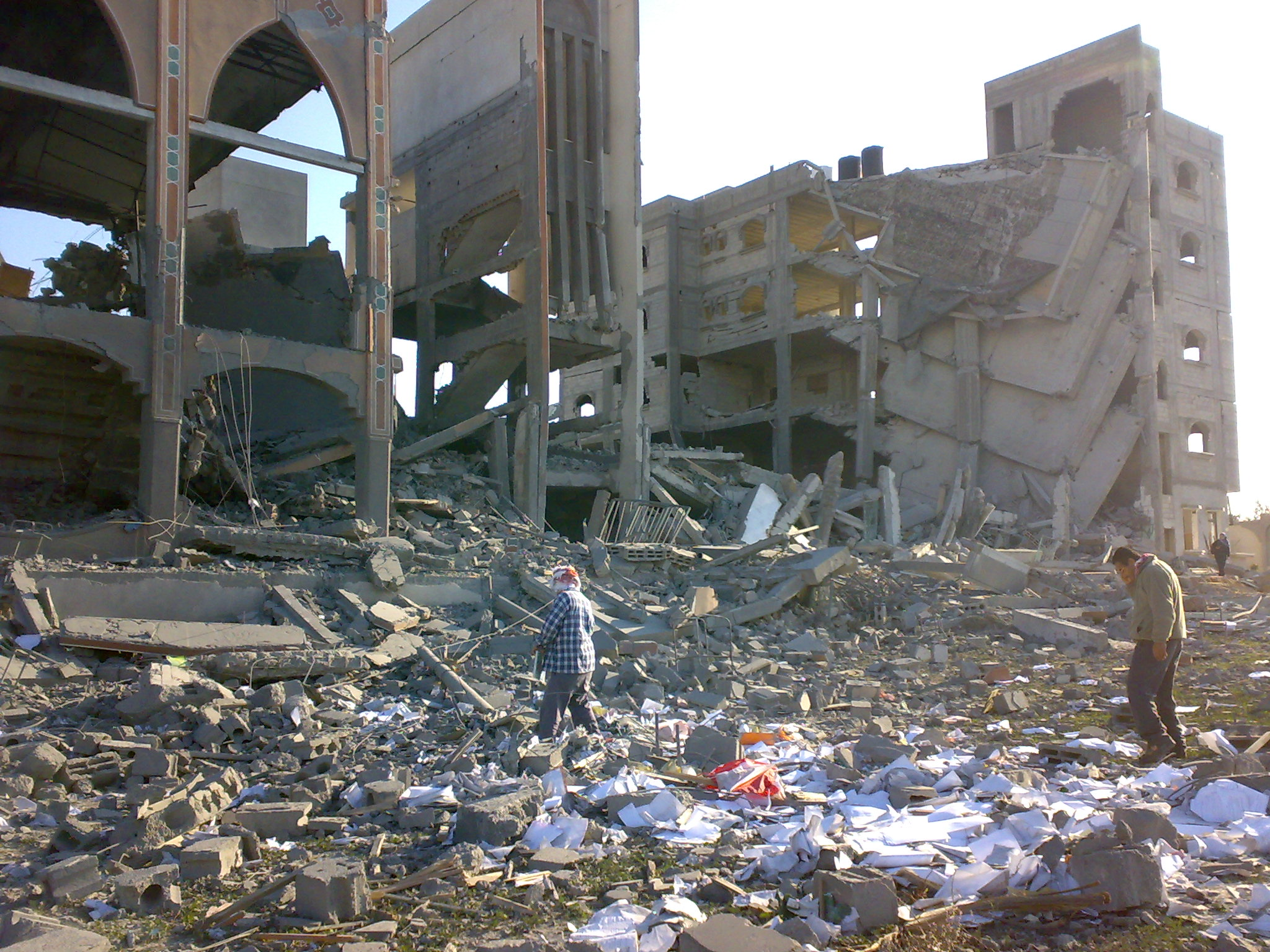
Edifício destruído em Rafah no dia 12 de janeiro de 2009.

Mas, segundo vários analistas israelenses, a operação foi descrita como um completo fracasso. Gideon Levy, que foi porta-voz do ex-premier Shimon Peres e que hoje escreve para o jornal Haaretz, avalia que Israel não conseguiu cumprir nenhuma das metas da guerra. Os foguetes palestinos não pararam de ser lançados até o último dia de combate e as forças de segurança israelenses estimam a existência de mais de mil deles no arsenal do Hamas. O Exército também não foi capaz de acabar com o contrabando de armas, nem conseguiu enfraquecer o Hamas. "A grande maioria dos seus combatentes não foi abatida e o apoio popular à organização, na realidade, aumentou", afirma Levy. "Não há dúvidas sobre quem era David e quem era Golias nesta guerra."
O ataque contra áreas densamente povoadas e a desproporcional reação aos foguetes do Hamas – que provocaram a morte de quinze civis israelenses entre 2001 e 2008 – isolaram ainda mais o governo de Tel-Aviv. Mesmo países com boas relações com Israel condenaram os ataques. Até os Estados Unidos, tradicionais aliados, abstiveram-se do poder de veto à Resolução nº 1.860, do Conselho de Segurança da ONU, que, em 9 de janeiro, exigia o cessar-fogo imediato. A União Europeia pressiona o governo israelense para que o país estabeleça um cessar-fogo acordado com os palestinos e propõe a retirada do bloqueio sobre Gaza, bem como a abertura das fronteiras.

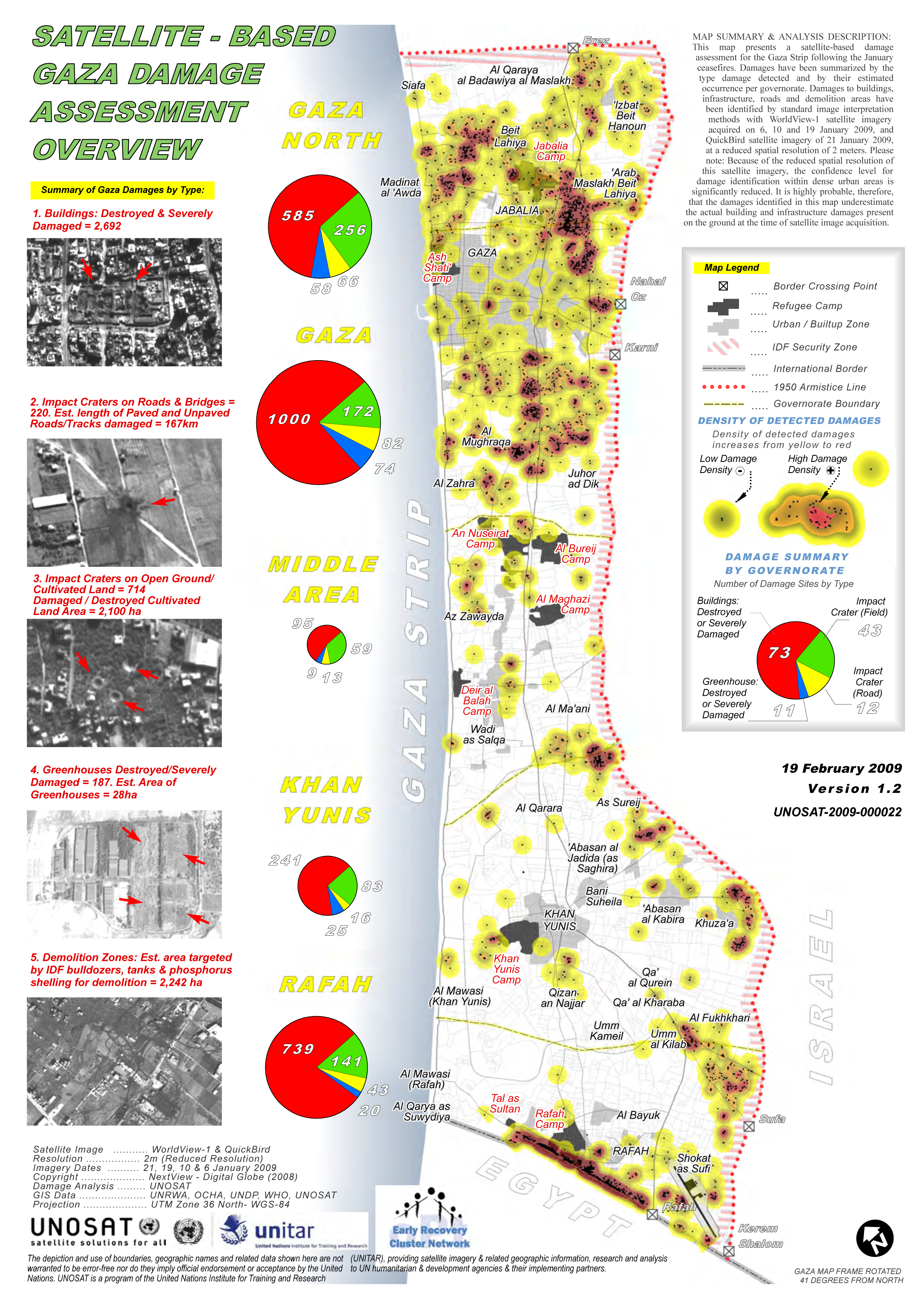
Imagem de satélite baseada na avaliação de danos na Faixa de Gaza feita pela ONU (UNOSAT), fevereiro de 2009.

Em 15 de setembro de 2009, em Nova York, o juiz Richard Goldstone apresentou o relatório da comissão do Conselho de Direitos Humanos da ONU. O documento de 575 páginas afirma que Israel "cometeu crimes de guerra e, possivelmente, contra a humanidade", mas pondera que o lançamento de foguetes pelos insurgentes palestinos também configura crime de guerra. Segundo as autoridades palestinas e grupos de defesa dos direitos humanos, mais de 1 400 pessoas morreram durante os conflitos. Segundo o governo israelense, no entanto, houve 1 166 mortos.

### Vítimas

Mortes na Operação Chumbo Fundido:
Mortos e feridos em Israel
Mortos e feridos em Gaza

Os bombardeios sobre a Faixa de Gaza, iniciados na manhã do dia 27 de dezembro de 2008, mais de 1 300 pessoas - mais da metade civis - e deixaram mais de 5 000 feridos, segundo fontes médicas palestinas. No mesmo período, 13 israelenses morreram, quatro atingidos por foguetes lançados por militantes do Hamas contra o sul de Israel, sendo três civis e dez soldados mortos em ação. Israel afirmou ter matado mais de 500 ativistas do Hamas durante a ofensiva, enquanto que o grupo palestino anunciou 48 baixas de militantes.
De acordo com a ONG Save the Children, em "uma estimativa conservadora", pelo menos 100 dos mortos são crianças. Já um relatório da ONU acusou a morte de 257 crianças e de 60 mulheres.
Livni disse que as mortes de civis na Faixa de Gaza "foram fruto das circunstâncias".
No 14º dia da operação, um bombardeio israelense contra a cidade de Gaza, vitimou uma ucraniana e seu filho de dois anos. Foi a primeira vítima estrangeira da grande ofensiva israelense.
| Date                 | Balanço de mortos palestinos | Balanço de mortos israelenses |
| -------------------- | ---------------------------- | ----------------------------- |
| 27 de dezembro 2008  | 230                          | 1                             |
| 28 de dezembro 2008  | 115                          | 0                             |
| 29 de dezembro 2008  | 22                           | 3                             |
| 30 de dezembro 2008  | 20                           | 0                             |
| 31 de dezembro 2008  | 27                           | 0                             |
| 1 de de janeiro 2009 | 26                           | 0                             |
| 2 de janeiro 2009    | 22                           | 0                             |
| 3 de janeiro 2009    | 30                           | 0                             |
| 4 de janeiro 2009    | 42                           | 1                             |
| 5 de janeiro 2009    | 52                           | 3                             |
| 6 de janeiro 2009    | 81                           | 2                             |
| 7 de janeiro 2009    | 60                           | 0                             |
| 8 de janeiro 2009    | 66                           | 1                             |
| 9 de janeiro 2009    | 49                           | 0                             |
| 10 de janeiro 2009   | 33                           | 2                             |
| 11 de janeiro 2009   | 50                           | 0                             |
| 12 de janeiro 2009   | 47                           | 0                             |
| 13 de janeiro 2009   | 45                           | 0                             |
| 14 de janeiro 2009   | 43                           | 0                             |
| 15 de janeiro 2009   | 90                           | 0                             |
| 16 de janeiro 2009   | 60                           | 0                             |
| 17 de janeiro 2009   | 58                           | 0                             |
| 18 de janeiro 2009   | 42                           | 0                             |
| 19 de janeiro 2009   | 5                            | 0                             |
| Total                | 1 315                        | 13                            |

Um relatório do Exército de Israel informou que a Força de Defesa do país admitiu ter matado 309 civis palestinos inocentes, entre eles 189 crianças e jovens com menos de 15 anos, durante a recente ofensiva militar. Os militares israelenses dizem ter matado 600 militantes palestinos do Hamas durante a operação e ainda outros 320 mortos descritos como "não filiados" - o que significa que Israel não sabe dizer se eles são ou não militantes. Segundo o Centro Palestino de Direitos Humanos, 1 434 palestinos foram mortos, incluindo 960 civis, 239 policiais e 235 militantes.

### Situação humanitária em Gaza

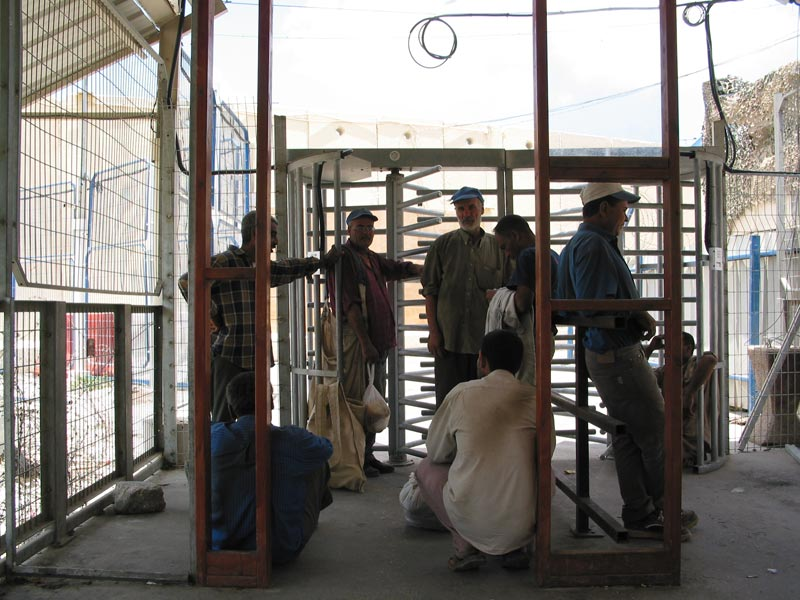
Posto de Erez.

Desde que o Fatah foi expulso de Gaza pelo Hamas, em junho de 2007, o governo de Israel impôs um bloqueio - com apoio do governo do Egito - ao território, visando sufocar o Hamas. Desde então, a fronteira com Israel permaneceu fechada e o território palestino, isolado, com graves consequências sobre a economia e as condições de vida da população palestina, que sofre com a escassez de água, energia, alimentos, combustíveis e remédios. O boicote econômico internacional tem aval dos Estados Unidos - principal aliado de Israel - e da União Europeia, sob a alegação de que o Hamas não reconhece o Estado de Israel, não renuncia à violência e desconsidera os acordos firmados anteriormente por Israel e pela ANP.
Inteiramente isolada, tanto da Cisjordânia como do resto do mundo, a Faixa de Gaza tornou-se uma zona de desastre econômico de proporções assustadoras. O bloqueio à Faixa de Gaza tem tido um enorme impacto nas condições de vida dos cerca de 1,5 milhão de moradores do território e o boicote econômico do Ocidente está sufocando a economia local. Segundo dados oficiais palestinos, mais da metade dos habitantes de Gaza vive abaixo da linha da pobreza, e pelo menos 45% da população ativa está desempregada. Mais da metade dessa população constitui-se de refugiados das guerras com Israel.
A maioria dos habitantes vive com menos de dois dólares ao dia. A parte da população vivendo na pobreza absoluta - isto é, com renda familiar inferior a US$ 460 por mês, considerando uma família de dois adultos e quatro crianças - correspondia a 21,6%, em 1998, e passou a aproximadamente 35% em 2006, segundo o Banco Mundial - e este era considerado um cálculo otimista. Sem ajuda financeira e humanitária, em 2007, estimava-se que o índice de pobreza absoluta estivesse perto de 67%, com tendência a piorar, a partir de setembro, quando o governo de Israel declarou Gaza "território hostil" e passou a impor medidas punitivas ao território, incluindo pesadas restrições à liberdade de circulação de civis na fronteira - dificultando também o acesso aos locais de trabalho -, além de cortes no suprimento de combustíveis e energia.
O território tem uma das maiores densidades populacionais e das mais altas taxas de crescimento demográfico do mundo.
Entre os isralenses, também há vozes dissonantes e contrárias ao bloqueio, como é o caso do historiador Ilan Pappé, do escritor e militante pacifista Michel Warschawski, da acadêmica e ganhadora do Prémio Sakharov, Nurit Peled-Elhanan, e dos jornalistas Amira Hass e Uri Avnery.
No início de 2008, a chefe de operações do Comitê Internacional da Cruz Vermelha para o Oriente Médio, Béatrice Megevand-Roggo, afirmava que a situação humanitária em Gaza era crítica. A população local procurava desesperadamente estocar alimentos, combustível e remédios devido à escassez de suprimentos básicos causados pelo bloqueio israelense. Segundo Megevand-Roggo a infraestrutura estava perto de um colapso e os esforços humanitários eram prejudicados, tendo sido eventualmente interrompidos devido às severas regras e procedimentos de entrada, impostos pelas autoridades israelenses, nos poucos pontos de entrada no território, como os postos fronteiriços nas cidades de Erez e Rafah.
Em março de 2008, um relatório elaborado por uma coalizão de organizações de defesa dos direitos humanos - formada por Anistia Internacional, Care International, Cafod, Christian Aid, Médecins du Monde, Oxfam, Save the Children e Trócaire- advertia que o bloqueio da Faixa de Gaza era um castigo coletivo a toda a população civil do território e que a situação humanitária era a pior, desde o começo da ocupação israelense em 1967.
O desemprego disparou e mesmo antes da invasão terrestre pelo Tzahal, a ONU já denunciava que 80% da população em Gaza estava completamente dependente de ajuda humanitária, situação bem pior que a de 2006 quando 63% dependiam de ajuda para obter alimentos. Segundo a organização, o governo israelense permitiu a entrada diária de 60 caminhões carregados com produtos de primeira necessidade, número muito inferior aos 475 veículos que chegavam a Gaza com ajuda humanitária, antes de junho de 2007, quando o Hamas assumiu o controle do território.
As agências da ONU relatam que cerca de 250 mil pessoas estão sem eletricidade e a única central elétrica da faixa de Gaza foi fechada no quarto dia de ataques - pela sexta vez, desde o início de novembro - por falta de combustível. Os dutos do terminal de Nahal Oz, por onde chegava todo o combustível importado, estão fechados desde sábado passado. A água corrente é disponibilizada uma vez a cada cinco ou sete dias e apenas durante algumas horas e, em alguns locais, o esgoto se acumula nas ruas depois que o sistema de saneamento foi danificado pelos bombardeios. Os moradores já não encontram gás de cozinha e para calefação no mercado, em pleno inverno israelense. O sistema de saúde, já debilitado desde o início do bloqueio israelense há 18 meses, entrou em colapso e faltam medicamentes, equipes, material e sangue para tratar os cerca de 2 200 feridos.
A Organização das Nações Unidas divulgou a estimativa de que cerca de 50,8 mil pessoas ficaram sem casa na Faixa de Gaza devido à ofensiva israelenses.

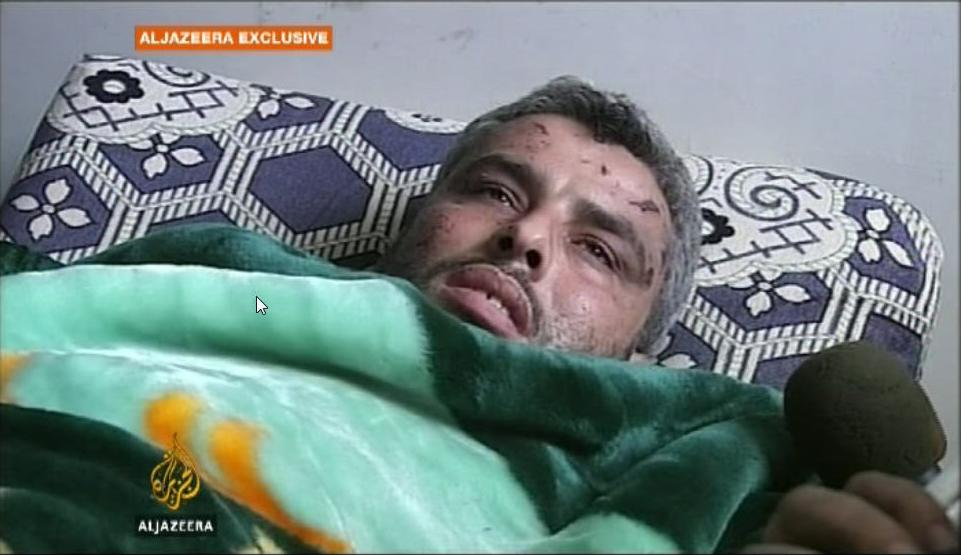
Policial palestino ferido durante o conflito.

No dia 20 de janeiro, Israel reabriu três passagens de fronteira para permitir a entrada de artigos de primeira necessidade no território. Os palestinos começaram a sair de seus esconderijos e abrigos, chocados com o alto número de mortes. O Hamas disse que 5 000 casas, 16 prédios do governo e 20 mesquitas foram destruídas. Outras 20 mil casas também foram danificadas.
Apesar dos envios de mantimentos com ajuda humanitária, a empresa pública britânica BBC e a privada SkyNews, recusaram-se a divulgar pedidos de ajuda às vítimas da Faixa de Gaza, alegando a BBC que "defendem com paixão a imparcialidade", o que o gerou protestos de organizações humanitárias, líderes políticos e religiosos, além de estrelas do próprio canal.
Seis meses depois do fim da Operação Chumbo Fundido, a Faixa de Gaza continuava a ter problemas de desabastecimento, de fornecimento de combustível e de eletricidade, sem mercadorias. Os escombros produzidos pelos ataques israelenses incorporaram-se à paisagem. Em 23 dias, a ofensiva de Israel a Gaza deixou 47 000 casas danificadas. Em junho de 2009, dezenas de milhares de pessoas ainda viviam em tendas. Israel continuava a bloquear a entrada de material de construção.
Em 25 de junho de 2009, o papa Bento XVI pediu a reconstrução de Gaza. No Vaticano, ao receber os participantes da 2ª Assembleia Anual da Reunião das Obras de Ajuda às Igrejas Orientais (ROACO), o Papa falou sobre sua viagem à Palestina, no mês anterior. Desejo garantir-vos que a Igreja universal permanece ao lado de todos os nossos irmãos e irmãs que estão na Terra Santa. O Papa pediu às organizações católicas de ajuda que enfrentem a situação dos refugiados e dos migrantes, que afetam particularmente as igrejas orientais e pediu a reconstrução da Faixa de Gaza, que continua sendo abandonada, ao mesmo tempo levando em consideração a legítima preocupação de Israel sobre sua segurança.

### Força Bélica

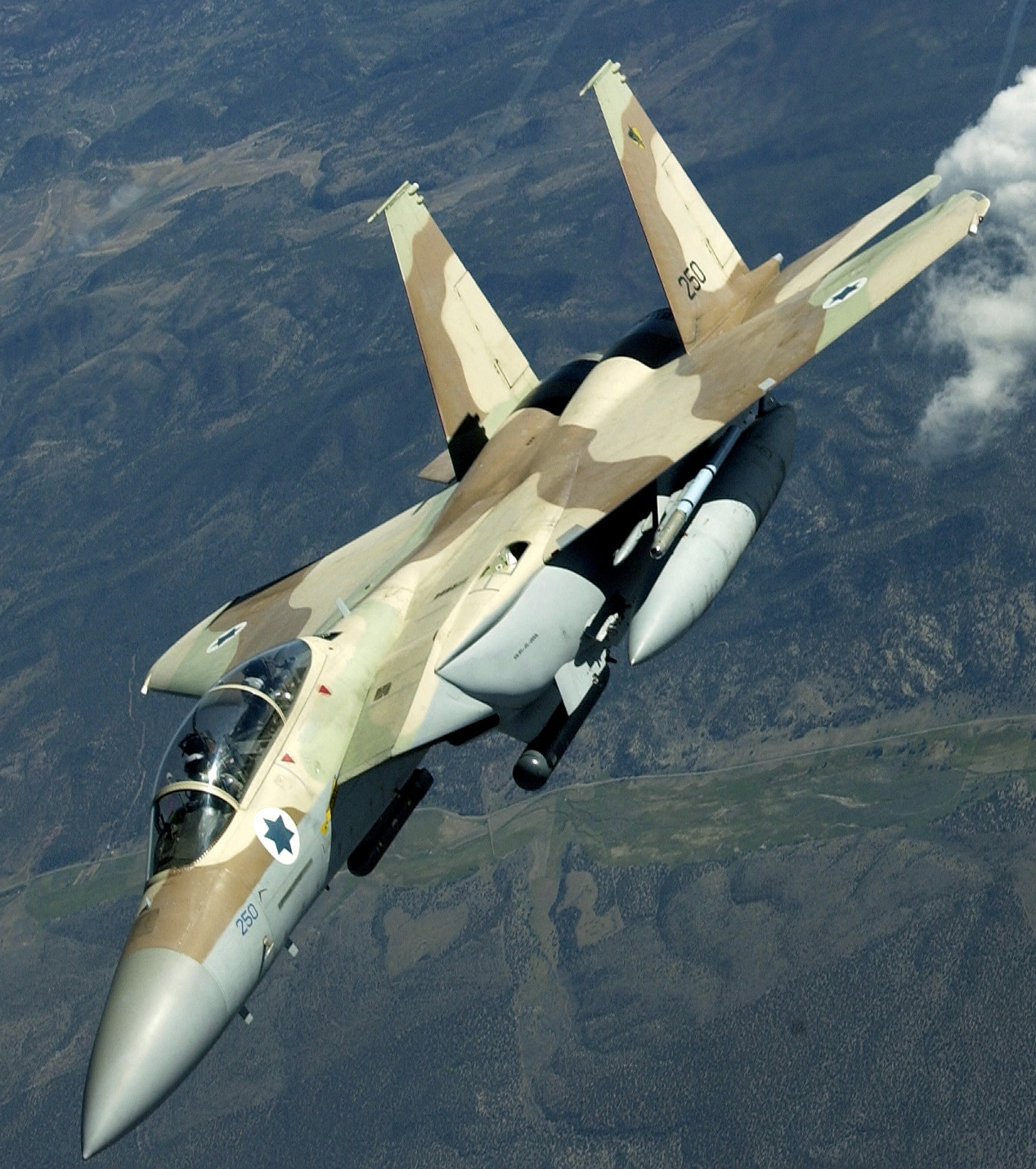
F-15E Strike Eagle da Força Aérea Israelense.

Considerado uma potência militar, Israel conta com o exército mais preparado e melhor equipado do Oriente Médio. O serviço militar é obrigatório para homens e mulheres, o que garante às Forças Armadas israelenses um contingente potencial de três milhões de soldados. De acordo com vários especialistas, o país também é o único detentor de armas atômicas na região, com cerca de 200 ogivas nucleares.
A Força Aérea Israelense é uma das mais experientes em combates no mundo e conta com uma avançada indústria aeronáutica. Além de caças fabricados em Israel, adaptando modelos franceses e norte-americanos, a Força Aérea conta ainda com 250 caças F-16, 80 caças F-15 e 50 helicópteros de combate Apache norte-americanos, num total de 700 aparelhos. Israel possui ainda um sofisticado sistema de defesa naval com os mísseis Gabriel. As forças terrestres estão armadas com 500 tanques Merkava, também produzidos no país.

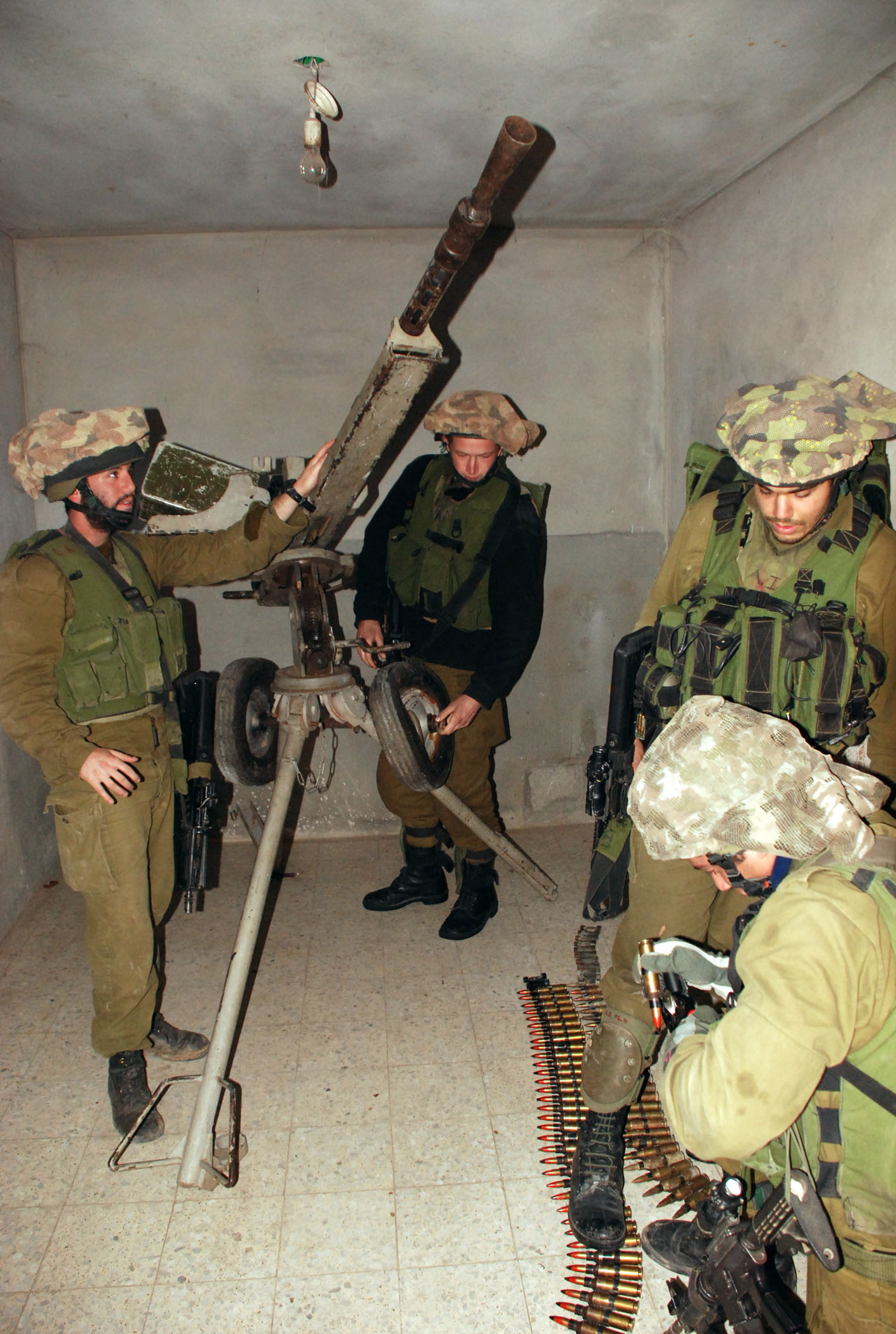
Armas de militantes palestinos do Hamas capturadas por Israel numa mesquita.

Esses armamentos estão entre os mais avançados tecnologicamente e Israel é um dos maiores exportadores de armas do mundo.
Israel juntou-se em 1988 ao seleto e restrito clube de países lançadores de satélites de espionagem. Em 11 de junho de 2007, foi lançado da base aérea israelense de Palmachim na costa mediterrânea de Israel um veículo espacial shavit carregando o satélite Ofek 7, capaz de detectar objetos de 70 cm sobre a face da terra.

#### Alvos atingidos pelas forças israelenses durante a Operação Chumbo Fundido

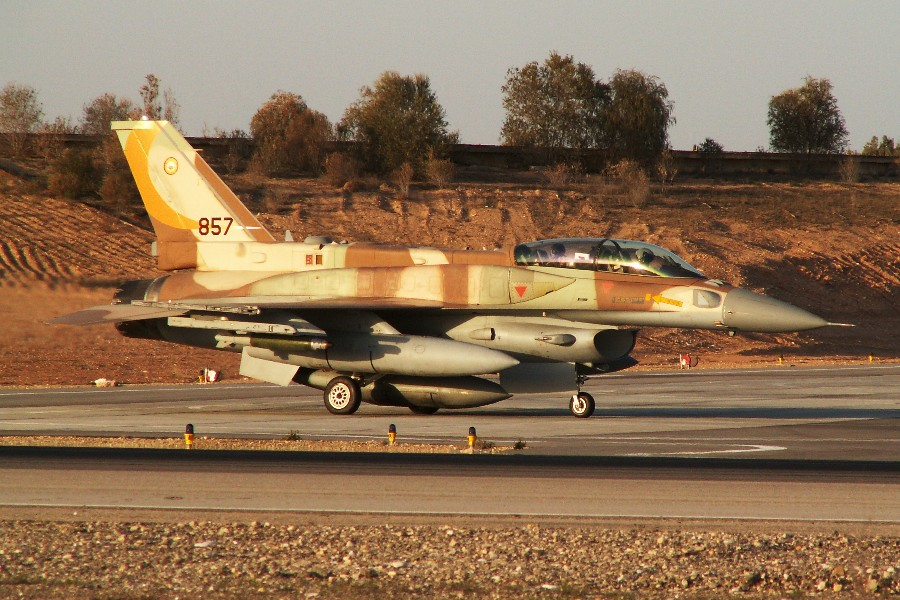
Um caça F-16 do Esquadrão 107 indo bombardear alvos na Palestina.

Além de 47 000 casas arruinadas, os alvos abaixo foram destruídos em parte ou totalmente por forças israelenses:
- Todos os postos policiais, inclusive de autoridades de trânsito
- Todas as bases da ala militar do Hamas
- 15 campos de treinamento do Hamas
- Estrutura portuária[126]

- Universidade Islâmica de Gaza[127]
- Ministério do Interior[128]
- Ministério das Relações Exteriores
- Ministério das Finanças
- Ministério dos Serviços Públicos
- Ministério da Justiça
- Ministério da Educação
- Ministério do Trabalho
- Ministério da Cultura
- Complexo presidencial[129]
- Gabinete do premiê [130]
- Parlamento[131]
- Mesquitas[132]
- Residências[133]
- Comboio humanitário da ONU[134]
- Sede da ONU em Gaza.[135]
- Hospital.[136]
- Complexo Jornalístico Internacional.[137]

## Violações aos direitos humanos e crimes de guerra

Israel utilizou ilegalmente fósforo branco durante as ações militares em Gaza.

No dia 8 de janeiro, o jornal britânico The Times denunciou que as Forças de Defesa de Israel estariam utilizando bombas de fósforo branco, de fabricação estadunidense, desde o início da ofensiva militar à Faixa de Gaza. A reportagem afirmou possuir provas de que civis palestinos foram feridos por essas bombas, que provocam graves ferimentos, e também disse ter identificado obuses com fósforo branco em fotos de imprensa mostrando estoques deste armamento pelo Exército de Israel, tiradas no final de 2008 na fronteira entre o Estado judeu e a Faixa de Gaza.
O fósforo branco é uma substância amarelada que queima quando exposta ao oxigênio em temperaturas superiores a 30 graus centígrados. O incêndio que causa pode ser difícil de ser apagado e deixa uma espessa fumaça. As partículas incandescentes dessa substância podem causar queimaduras químicas profundas e muito dolorosas. O protocolo III da Convenção sobre armas convencionais, de 1980, proíbe o uso deste agente contra as populações civis, ou contra as forças militares posicionadas no meio das populações civis.
Assim como o jornal The Times, a organização de direitos humanos Human Rights Watch fez a mesma denúncia contra o Exército israelense sobre a utilização de fósforo branco em seus ataques contra Gaza e exigiu a imediata interrupção no uso desta munição. O governo da França somou-se a ONG e também pediu para Israel não usar este tipo de armamento nas operações militares. Uma delegação da Anistia Internacional encontrou provas que demonstram o uso "indiscriminado" da munição por parte do exército israelense em Gaza.
O Exército de Israel, que já admitiu no passado ter utilizado esta arma contra "alvos militares" durante sua ofensiva no Líbano contra o Hezbollah, em meados de 2006, afirmou inicialmente apenas que suas forças agem "em conformidade com as leis internacionais", contudo, sem especificar o tipo de operação que está conduzindo ou munição que está usando. No entanto, logo após o término da ofensiva, fontes militares israelenses, segundo o jornal local Maariv, admitiram ter usado bombas de fósforo branco -consideradas ilegais pelas leis internacionais de guerra- em confrontos com os militantes do Hamas, na Faixa de Gaza.
Em sessão especial de 12 de janeiro, o Conselho de Direitos Humanos da ONU aprovou uma resolução que condena Israel pela ofensiva militar na Faixa de Gaza, exigiu o fim imediato das hostilidades e aprovou o envio de uma missão de investigação independente para avaliar se as Forças de Defesa israelenses estão cometendo crimes de guerra.
O texto aprovado condenou a operação israelense "que causou violações maciças dos direitos humanos do povo palestino e a destruição sistemática da infraestrutura". Entre outros pontos, o Conselho pediu ao secretário-geral da ONU que investigasse os bombardeios lançados contra escolas gerenciadas pela Agência da ONU para refugiados palestinos, que deixaram dezenas de mortos e agravaram a relação entre a organização e Israel e que todos os relatores especiais da ONU, especialmente aqueles mais relacionados com a situação nos territórios palestinos, buscassem "urgentemente informação sobre os direitos humanos do povo palestino e façam seus relatórios".
Segundo a Alta-comissária de Direitos Humanos da ONU e ex-juíza da Corte Penal Internacional, Navi Pillay, as violações do Direito Humanitário Internacional por Israel podem constituir crimes de guerra, "para os quais a responsabilidade penal individual pode ser invocada".
Aumentavam as suspeitas de que Israel estaria utilizando armas ilegais em seus ataques, como bombas de fósforo branco e DIME. O analista militar da Human Rights Watch, Marc Garlasco, confirmou em entrevista à Al Jazeera que as Forças de Defesa de Israel "claramente estão usando fósforo branco, pelas explosões, com tentáculos que descem, e pelas chamas que continuam queimando" e que ativistas do grupo de direitos humanos passaram "por unidades de artilharia israelenses que tinham munição de fósforo branco com os detonadores instalados".
O Comitê dos Direitos da Criança da Organização das Nações Unidas acusou Israel de mostrar um "claro desrespeito" pela proteção de crianças em sua operação militar na Faixa de Gaza, afirmando que mais de 40% dos mortos no conflito são mulheres ou crianças, apesar do país ter assinado um protocolo da ONU que condena ataques em locais onde possa haver presença de menores de idade.
Por sua vez, o governo israelense prometeu realizar uma investigação sobre os bombardeios em massa contra zonas habitadas na Faixa de Gaza e afirmou estar reunindo provas - entre fotos aéreas e documentos filmados por soldados em campo equipados com câmaras de vídeo, durante os combates - para demonstrar que seus objetivos eram unicamente militares. Israel também acusou os militantes do Hamas desrespeitam as leis humanitárias internacionais ao lançar indiscriminadamente foguetes e morteiros contra alvos civis no sul do país, que possivelmente podem atingir escolas e residências de israelenses. Desde 2001, quando os foguetes começaram a ser lançados, mais de 8,6 mil atingiram o sul israelense, sendo que cerca de 6 mil deles foram disparados a partir da retirada de Israel da Faixa de Gaza, em agosto de 2005. O Hamas, que é considerado uma organização terrorista por Israel, Estados Unidos, União Europeia, Canadá e Japão, geralmente justifica essas ações contra o Estado judeu como sendo uma forma legítima de resistência, e, no caso particular da Faixa de Gaza, o grupo tem argumentado que o bloqueio israelense ao território palestino justificaria um contra-ataque com todos os meios possíveis. Organizações de direitos humanos condenam esta prática do Hamas.

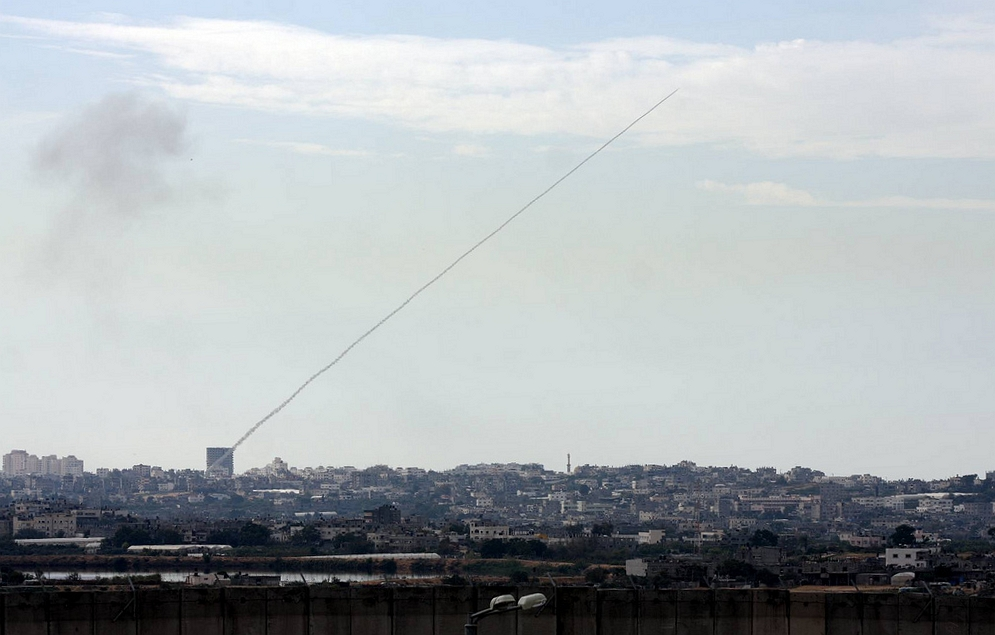
Foguete do Hamas lançado de Gaza para Israel.

Durante a ofensiva militar, o governo e os militares israelenses acusaram o Hamas de usar civis como "escudos humanos", dizendo que militantes do grupo disparam foguetes contra as cidades israelenses a partir de áreas densamente povoadas e armazena armas em casas e mesquitas. Segundo os militares israelenses, o alto número de mortos entre a população civil palestina seria fruto do uso, por parte do Hamas, de crianças e mulheres como "escudos humanos", que acabam sendo vitimados pelos ataques que visariam apenas alvos militares. No entanto, a B’Tselem, uma ONG israelense de defesa dos direitos humanos, afirmou que este argumento de Israel não serviria como justificativa, pois o fato de o Hamas usar civis do seu próprio lado não significa que as forças israelenses teriam o direito de desrespeitar as leis humanitárias internacionais, e reforçou que Israel teria a obrigação de proteger a população em detrimento de ataques, mesmo a alvos militares. A organização de direitos humanos Anistia Internacional acusou tanto os soldados israelenses quanto os combatentes do Hamas de colocarem a vida da população palestina civil em risco. Em 2006, a Suprema Corte de Israel havia determinado que o Exército de Israel parasse de usar civis palestinos como "escudos humanos" em operações, alegando que a prática contraria o direito internacional, e classificou este costume militar israelense como "cruel" e "bárbaro".
Em março de 2009, dois meses após o fim da Operação Chumbo Fundido, o jornal israelense Haaretz publicou declarações de soldados israelenses que lutaram durante os 22 dias da ofensiva na Faixa de Gaza, em que admitiam que mataram civis que não representavam ameaça às tropas e destruíram intencionalmente suas propriedades, "simplesmente porque podiam". As confissões dos militares, entre eles pilotos de combate e soldados de infantaria, foram reveladas a partir de relatório do curso preparatório para soldados na Faculdade Oranim. Estes testemunhos contradizem declarações oficiais do Exército de Israel sobre o comportamento moral de suas forças durante a operação e confirmam em parte as acusações de organizações internacionais de direitos humanos que criticaram o excesso de violência israelense. Dias depois, outro jornal israelense, o Jerusalem Post, citou uma fonte das Forças de Defesa de Israel, segundo a qual os relatos sobre assassinato deliberado de civis palestinos eram falsos, conforme teria sido apurado durante investigações realizadas pelo Tsahal. O diretor do Programa Preparatório do Exército Yitzhak Rabin, Danny Zamir, confirmou ao jornal israelense que os relatos são autênticos.
Ainda em março de 2009, o Exército israelense voltou a negar que o uso das munições com fósforo branco durante a ofensiva constituísse um crime de guerra, conforme havia afirmado a organização de defesa dos direitos humanos Human Rights Watch.
Finalmente, em fevereiro de 2010, o Exercito de Israel admitiu ter usado bombas de fósforo branco contra civis em Gaza, conforme documento enviado às Nações Unidas em resposta ao relatório Goldstone. O documento informa que, no dia 20 de janeiro de 2009, houve disparos de artilharia contendo fósforo branco contra a sede da Agência das Nações Unidas de Assistência aos Refugiados da Palestina no Próximo Oriente (UNRWA) no bairro de Tel al-Hawa, na Cidade de Gaza, onde estavam abrigados centenas de civis palestinos. O documento informa também que dois militares de alta patente - o brigadeiro-general Eyal Aisenberg, então chefe da divisão de Gaza, e o comandante das brigadas Guivati, Ilan Malka - foram punidos por "colocar vidas em risco" e por contrariar ordens superiores de usar a artilharia contra o complexo da ONU. Em comunicado, o Exército confirmou as informações e afirmou que os oficiais foram julgados por uma corte marcial, mas não forneceu detalhes sobre a punição.

### Ataques a alvos civis

#### Barco Dignity
Em 29 de dezembro de 2008, um barco (acompanhado de outros) fretado pelo movimento Free Gaza saiu do Chipre em direção a Faixa de Gaza, com intuito de romper o bloqueio imposto por Israel à Faixa de Gaza, levando 3,5 toneladas de ajuda médica e alimentar para o território palestino. No barco, chamado de Dignity, estavam 16 pessoas a bordo, incluindo dois jornalistas (um da rede Al Jazeera e outro da CNN) e três cirurgiões. O Dignity foi forçado a retornar após ser duramente atingido e alvo de tiros da marinha de guerra israelense enquanto estava em águas internacionais, cerca de 70 km da costa israelense e a 135 km do destino em Gaza, segundo os tripulantes da embarcação de ajuda humanitária. Houve vários feridos entre os tripulantes da "frota humanitária" por balas israelitas e pela abordagem de tipo militar que as forças especiais fizeram aos barcos pacifistas.
Autoridades israelenses disseram que não houve tiroteio e que o Dignity estava em águas de Israel, sendo que o barco teria chocado com uma lancha da marinha israelense e teria se recusado a receber ajuda. Sem combustível, suficiente para retornar ao Chipre, o barco foi até o Líbano.  Apesar do bloqueio israelense, o Dignity havia feito, desde agosto, cinco viagens a Gaza.

#### Mesquista Ibrahim al-Maqadna
Em 3 de janeiro de 2009 as forças israelenses atacaram a mesquita em Beit Lahiya. Testemunhas relataram que cerca de 200 palestinos rezavam quando o templo foi atacado. Ao menos 16 civis foram mortos e 60 ficaram feridos. Israel acusou o Hamas de abrigar armas e munições dentro da mesquita.

#### Abrigo em Zeitoun
No dia 5 de janeiro de 2009, as forças israelenses bombardearam uma casa em Zeitoun, um bairro no sudeste da Cidade de Gaza, onde os próprios soldados de Israel tinham colocado cerca de 110 palestinos no dia anterior. Segundo informações da ONU, os soldados israelenses "evacuaram aproximadamente 110 palestinos (metade destes, crianças) e os levaram para uma única residência em Zeitoun, afirmando que eles deveriam permanecer em casa". "Vinte e quatro horas depois, forças israelenses bombardearam a casa várias vezes, matando aproximadamente 30 pessoas."
Israel afirmou que as denúncias da ONU eram "inverossímeis" e assegurou que "no momento dos fatos, não tinha tropas ali".

#### Escola Al-Fakhura (ACNUR)

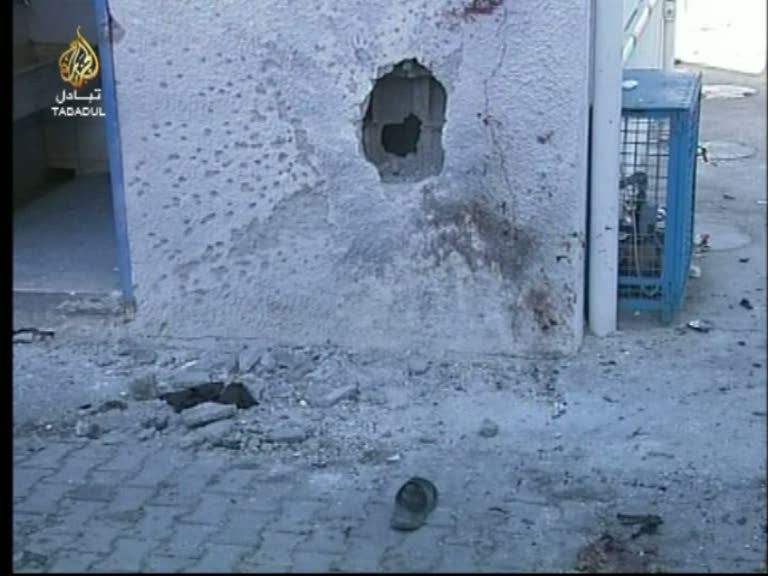
Danos à escola Al-Fakhura após o ataque.

Em 6 de janeiro de 2009 a Agência das Nações Unidas de Assistência aos Refugiados da Palestina no Próximo Oriente (ACNUR) acusou a aviação israelense de bombardear uma escola administrada pelas Nações Unidas no campo de refugiados de Jabaliya, que vitimou entre 30 e 46 civis.
Após o término da operação militar na Faixa de Gaza, secretário-geral da ONU, Ban Ki-moon, visitou as instalações das Nações Unidas na região e pediu "uma investigação exaustiva" sobre os incidentes contra edifícios da entidade e afirmou que os "responsáveis devem prestar contas à justiça".
Quase um mês depois, em 4 de fevereiro, a UNRWA retificou a informação sobre o ataque. Segundo a entidade, o explosivo que matou ao menos trinta refugiados palestinos caiu a poucos metros do prédio, e não dentro da escola, como havia sido informado anteriormente. A informação teria sido dada (e posteriormente corrigida) por outra agência da ONU, o Escritório de Coordenação para Assuntos Humanitários (Ocha).

#### Imprensa e jornalistas
Além de violar a liberdade de imprensa, atacando e impedindo a entrada de correspondentes estrangeiros  no território palestino, escritórios e instalações - tanto de veículos domésticos quanto internacionais - têm sido alvo das forças israelenses, em Gaza. No dia 28 de dezembro de 2008, os escritórios da Al-Aqsa TV foram destruídos por aviões da Força Aérea de Israel. Em 9 de janeiro de 2009, foi a vez da aviação israelense bombardear o edifício Jawwara, de oito andares, na Cidade de Gaza, que abrigava escritórios de mais de 20 órgãos de comunicação locais e estrangeiros.

#### Serviços médicos
Médicos do Crescente Vermelho na Faixa de Gaza reclamaram que os profissionais têm sido deliberadamente alvo das forças israelenses.
Uma clínica para bebês foi atacada por caças israelenses. Equipamentos médicos avaliados em centenas de milhares de dólares foram destruídos. Pacientes e funcionários tiveram 50 minutos para evacuar a área. A clínica oferecia serviços básicos gratuitamente a comunidade. Israel não apresentou justificativas para o ataque.
O médico palestino Muhammad Ramadan, da Cruz Vermelha, acusou tanques israelenses de atacar uma ambulância, embora estivesse marcada com o símbolo da organização, apesar de estar em coordenação com as Forças de Defesa de Israel. A força aérea israelense também bombardeou, no dia 4 de janeiro de 2009, o Centro Médico A-Raeiya e sua clínica móvel. Os estragos foram estimados em 800 mil dólares. O centro atendia centenas de palestinos por dia. Nenhum alerta de bombardeio foi divulgado. O centro - bem conhecido e claramente demarcado como de ajuda médica, está localizado em uma área residencial, distante de prédios do governo.
Segundo a Organização Mundial da Saúde, 16 membros de equipes médicas foram mortos durante os 22 dias da ofensiva, e outros 25 ficaram feridos. De acordo com relatório da ONG Physicians for Human Rights - Israel (Médicos pelos Direitos Humanos), as forças israelenses atacaram 34 centros médicos em Gaza, incluindo oito hospitais - uma grave violação das leis internacionais de guerra. A organização informa também que os militares não retiraram os feridos e proibiram que as equipes [médicas] palestinas chegassem aos feridos (cerca de 5 000 durante a operação). Membros de equipes de resgate da Cruz Vermelha Palestina foram atacados várias vezes durante a ofensiva. "Um número desconhecido de palestinos morreu por ter sangrado durante dias, sem tratamento médico, à espera de socorro, enquanto as pessoas não ousavam sair de suas casas".

### Investigação da ONU sobre violações de direitos humanos
Em 5 de maio de 2009, o Secretário-geral das Nações Unidas, Ban Ki-moon, afirmou que Israel mentiu sobre os ataques a alvos civis - escolas, clínica médica e a própria sede da ONU - durante a Operação Chumbo Fundido. Segundo Ban, uma investigação provou que armas israelenses - algumas com fósforo branco - foram a "causa indiscutível" da destruição. Um dos ataques teria matado mais de 40 pessoas. O governo de Israel nega que tenha atirado intencionalmente contra as instalações.
Em 1º de junho a comissão da ONU criada para investigar as violações dos direitos humanos, durante a ofensiva israelense na Faixa de Gaza, que deixou cerca de 1.400 palestinos mortos, em sua maioria civis, entrou no território, proveniente do Egito.
A missão estava programada para permanecer em Gaza durante uma semana, pretendendo reunir-se "com todas as partes envolvidas, incluindo ONGs, agências das Nações Unidas, vítimas e testemunhas de violações denunciadas, além de outras pessoas que possam oferecer informação relacionada aos fatos investigados" − precisou a ONU. A equipe foi chefiada pelo sul-africano Richard Goldstone, ex-promotor no Tribunal Penal Internacional para a ex-Iugoslávia e para Ruanda. Da comissão participavam também 14 especialistas legais, entre os quais a professora de Direito Internacional Christine Chinkin, a jurista Hina Jilani e o coronel reformado do exército irlandês Desmond Travers.
O porta-voz do Hamas, Fawzi Barhum, disse que seu movimento cooperaria com a comissão e traria à tona "todas as evidências e provas à disposição, para permitir o bom êxito da missão".
Israel, por sua vez, recusou-se a colaborar com a equipe, por considerar "parcial" a incumbência que lhe fora atribuída em abril, pelo Conselho de Direitos Humanos da ONU: investigar as violações dos direitos humanos apenas no período de 27 de dezembro a 18 de janeiro - não considerando o período anterior, quando ocorreu o lançamento de foguetes pelas milícias palestinas, e que teria motivado a ofensiva israelense.
Como Israel se negou a cooperar, a missão teve que entrar em Gaza pela fronteira egípcia, segundo informou o chefe da missão, Richard Goldstone - um judeu com estreitos vínculos com o estado de Israel. Em 9 de junho, Goldstone declarou que sua investigação sobre possíveis crimes de guerra cometidos por Israel e pelo Hamas - que incluiu dezenas de entrevistas com vítimas e o exame detalhado dos arquivos de organizações de direitos humanos - dificilmente resultaria na abertura de processos. Em razão da recusa de Israel em cooperar, a missão não teve acesso a fontes militares e às vítimas dos foguetes. Já a segurança do Hamas por muitas vezes acompanhou a missão, durante os cinco dias em que esta ficou em Gaza. Isto, segundo ele, coloca em dúvida a possibilidade das testemunhas descreverem livremente as ações do grupo militante. Mas o principal problema continuam sendo os obstáculos políticos e legais para os julgamentos de crimes de guerra. Segundo Goldstone, não há um tribunal com clara competência para conduzir qualquer processo decorrente dessa investigação, que envolve as três semanas de ofensiva israelense em Gaza. Alex Whiting, professor de direito da Universidade Harvard, disse que Goldstone é "extremamente qualificado", mas esses casos são difíceis de investigar, especialmente quando não se tem acesso aos arquivos militares. Disse também que há poucos mecanismos legais para instaurar processos se os crimes tiverem sido ocultados.
Em seu blog, Goldstone escreveu que o relatório da missão seria divulgado na próxima reunião do Conselho de Direitos Humanos das Nações Unidas, no início de setembro de 2009.

### Relatório da ONU sobre crimes de guerra na Faixa de Gaza
Em 15 de setembro de 2009, em Nova York, o juiz Richard Goldstone apresentou o relatório da comissão do Conselho de Direitos Humanos da ONU. O documento contém 575 páginas e afirma que Israel "cometeu crimes de guerra e, possivelmente, contra a humanidade", mas pondera que o lançamento de foguetes pelos insurgentes palestinos também configura crime de guerra.

Ao apresentar o relatório, Goldstone explicou:
"Baseados em fatos, chegamos à conclusão de haver provas convincentes de que Israel transgrediu gravemente o Direito Internacional durante suas operações militares – desrespeitando tanto o Direito Internacional Humanitário quanto as deliberações sobre os direitos humanos. As forças israelenses de combate cometeram crimes de guerra, bem como possivelmente crimes contra a humanidade".

"Não há dúvidas de que o lançamento de mísseis e granadas se deu com o objetivo de ferir e matar civis, bem como de destruir o maior número possível de instituições civis. Esses são sérios crimes de guerra e possivelmente também crimes contra a humanidade."
O relatório afirma que a operação da Israel foi contra "o povo de Gaza em conjunto" e que "Israel não adotou as precauções requeridas pelo direito internacional para limitar o número de civis mortos ou feridos nem os dados materiais". O documento confirma também que Israel cometeu violações à lei humanitária, ao disparar fósforo branco e usar de artilharia altamente explosiva durante a operação.
Segundo o relatório, os militares israelenses usaram "a força de maneira desproporcional" contra civis palestinos, e que Israel bombardeou armazéns de alimentos, zonas residenciais, fábricas e equipamento de tratamento de água. Segundo a comissão, "essas destruições tinham como objetivo negar a subsistência da população civil."
A missão também cita casos de civis palestinos abatidos a tiro quando deixavam suas casas em busca de abrigo, frequentemente levando bandeiras brancas (sinal de paz) e às vezes, agindo sob instrução dos próprios israelenses. O relatório cita um ataque à localidade de Zeitoun, no sul da Cidade de Gaza, contra um imóvel no qual os próprios israelenses tinham colocado civis palestinos.
"Se levarmos em conta o planejamento que ocorreu e o uso da melhor tecnologia disponível para executar esses planos, além da declaração do Exército israelense de que não existiram erros, a missão conclui que os incidentes e os padrões de conduta analisados no relatório são o resultado de decisões políticas deliberadas".
O Ministério de Relações Exteriores de Israel, em comunicado à missão israelense na ONU, em Genebra, afirma que a comissão da ONU "deu legitimidade à organização terrorista do Hamas e desconsiderou a tática deliberada do Hamas de usar civis palestinos para encobrir ataques terroristas".
O chamado "relatório Goldstone" recomenda que os dois lados envolvidos no conflito conduzam apurações independentes sobre as supostas violações, apresentando suas conclusões ao Conselho de Segurança da ONU no prazo de seis meses; caso isto não seja feito adequadamente, o Tribunal Penal Internacional deve ser consultado.
"Há muito tempo que prevalece na região uma cultura de impunidade", disse  Goldstone, ao apresentar o relatório.
Após a publicação do documento, a Autoridade Palestina, presidida por Mahmud Abbas, pediu sanções internacionais contra Israel. Mas, já em  2 de outubro, a delegação palestina na ONU, alegando a necessidade de obter maior apoio internacional, desistiu "temporariamente" (até 2010) de encaminhar ao Conselho de Direitos Humanos as denúncias dos crimes de guerra.  A decisão provocou protestos, liderados pelo partido Iniciativa Nacional Palestina, de Mustafa Barghouti, no centro de Ramallah, na Cisjordânia.
Em 5 de novembro, a Assembleia Geral da ONU aprovou o relatório Goldstone e recomendou ao secretário geral, Ban Ki-moon, que transmitisse o documento ao Conselho de Segurança e, em até de três meses, informasse a Assembleia Geral as medidas tomadas para a implementação das recomendações contidas no documento. Além das evidências sobre os crimes de guerra, o texto da resolução ressalta que Israel e as autoridades palestinas nada fizeram para realizar investigações confiáveis sobre as violações alegadas.
A resolução foi adotada após dois dias de debates, com 114 votos a favor, 18 contra - entre eles, os de Estados Unidos, Alemanha, Canadá, Polônia, Itália e Holanda - e 44 abstenções, a maioria delas de nações da União Europeia. 16 países estiveram ausentes durante a votação. Em 6 de novembro, Ban confirmou que cumprirá o pedido da Assembleia Geral. O presidente da Assembleia Geral da ONU, o líbio Ali Treki, declarou que a resolução é uma "declaração contra a impunidade e uma chamada à justiça e à prestação de contas".
Apesar da aprovação da resolução, pairavam sérias dúvidas sobre a disposição dos integrantes do Conselho de Segurança em incluir em sua agenda o polêmico relatório, encomendado ao Conselho de Direitos Humanos da ONU. Fontes diplomáticas disseram que há grandes diferenças entre os cinco membros permanentes do Conselho de Segurança (Rússia, China, EUA, França e Reino Unido) quanto a tratar de um assunto que é de competência do Conselho de Direitos Humanos. Este já havia decidido adiar o assunto para 2010.

#### Pressões contra o encaminhamento do relatório
O governo israelense realizou intensa pressão política e diplomática, para evitar o encaminhamento do relatório Goldstone ao Conselho de Segurança da ONU. Em 1º de outubro, o primeiro-ministro israelense, Benjamin Netanyahu, exortou a ONU a não submeter o relatório Goldstone à avaliação do Conselho de Segurança. "A adoção do relatório Goldstone representaria um golpe fatal para o processo de paz", declarou Netanyahu.
O governo norte-americano também criticou o relatório e manifestou publicamente o seu apoio a Telavive.
"Temos sérias inquietações sobre muitas das recomendações do relatório, e acreditamos que o lugar apropriado para ser analisado é no Conselho de Direitos Humanos", disse embaixadora americana na ONU, Susan Rice, aludindo à recomendação de que os dois lados envolvidos no conflito conduzam apurações independentes sobre as supostas violações, e apresentem  suas conclusões ao Conselho de Segurança da ONU no prazo de seis meses, para que os responsáveis por ações criminosas sejam submetidos a processo judicial. Rice lembrou que o governo dos Estados Unidos já havia considerado a análise do conflito de Gaza "desequilibrada, parcial e inaceitável".
O secretário-geral da ONU, Ban Ki-moon, por sua vez, evitou pronunciar-se quanto à probabilidade de o Conselho de Direitos Humanos – reunido a partir de 29 de setembro em Genebra – seguir a recomendação da Comissão Goldstone, mas disse que apoia o relatório e pediu aos seus assessores "que verifiquem seu conteúdo, no tocante à responsabilidade pelos crimes lá enumerados". Esperava-se que o Conselho de Direitos Humanos, integrado por 47 países, aprovasse a resolução e, em seguida, repassasse o documento para a Assembleia Geral da ONU, de modo que as providências cabíveis fossem tomadas. Isto poderia resultar em processo contra os oficiais israelenses no Tribunal Penal Internacional em Haia. No entanto, o Conselho, decidiu adiar a decisão até março de 2010, após "intensos esforços diplomáticos" dos Estados Unidos.
Em 2 de outubro de 2009, a delegação palestina na ONU também desistiu de encaminhar as acusações contra Israel por crimes de guerra ao Conselho de Direitos Humanos. Os palestinos afirmaram ter retirado as acusações temporariamente, para angariar apoio, retomando o assunto somente em 2010.
O Paquistão pediu que o assunto não fosse esquecido e que a decisão fosse adiada para dar "mais tempo e consideração" para a questão. O enviado do Paquistão na ONU, Zamir Akram, disse a desistência palestina teria sido decorrente da "imensa pressão dos EUA".
Altos funcionários palestinos e norte-americanos em Ramallah e em Washington disseram que a decisão palestina foi tomada após forte pressão dos Estados Unidos e de uma advertência de que seguir com a resolução poderia prejudicar o processo de paz no Oriente Médio.
A diretora da Human Rights Watch para o Oriente Médio, Sarah Leah Whitson, declarou que a falta de apoio ao relatório Goldstone, por parte dos Estados Unidos e da União Europeia, contém uma mensagem terrível: a de que violações das leis de guerra por estados aliados seria tolerada. Ainda segundo Whitson, a rejeição do relatório pelo primeiro-ministro Netanyahu, sob a alegação de que iria atrapalhar o processo de paz, corresponde a negar a importância da justiça para se alcançar a paz. "A impunidade persistente - e não a justiça - é a maior ameaça para a paz."
Em 26 de fevereiro de 2010, a Assembleia Geral das Nações Unidas adotou uma resolução que concede mais cinco meses a Israel e aos palestinos para concluir as investigações sobre os possíveis crimes de guerra denunciados pelo relatório Goldstone.
Em 10 de março, o Parlamento Europeu anunciou que apoia o relatório da comissão Goldstone. Os eurodeputados consideram que os 27 estados-membros da União Europeia e a nova chefe da diplomacia europeia, Catherine Ashton, devem "publicamente exigir a implementação das recomendações" do relatório, ou seja, basicamente, a investigação dos "alegados crimes de guerra" cometidos em Gaza entre 2008 e 2009, com eventual recurso ao Tribunal Penal Internacional, caso o Estado hebraico se recuse a realizar uma investigação "credível" sobre os acontecimentos.